# Jean-Marie Grezet
 (janvier 2025).
Si vous disposez d'ouvrages ou d'articles de référence ou si vous connaissez des sites web de qualité traitant du thème abordé ici, merci de compléter l'article en donnant les références utiles à sa vérifiabilité et en les liant à la section « Notes et références ».
Jean-Marie Grezet, né le 16 janvier 1959 au Locle, dans le canton de Neuchâtel, est un coureur cycliste suisse, professionnel de 1981 à 1987.

## Biographie
Une course cycliste porte son nom.

## Palmarès

### Coureur amateur
- Amateur
  - 1975-1980 : 69 victoires
- 1976
  - Tour du Pays de Vaud
- 1977
  -  Champion de Suisse sur route juniors
- 1979
  - Grand Prix de Lausanne
- 1980
  -  Champion de Suisse de la montagne
  - Critérium du Printemps
  - 8e étape du Grand Prix Guillaume Tell
  - Grand Prix de Lausanne
  - Grand Prix de Lancy

### Coureur professionnel
| - 1981 - Coire-Arosa - Grand Prix de Lausanne - 2e du Tour d'Ombrie - 3e du Grand Prix Union Dortmund - 4e du Tour de Lombardie - 1982 - Champion de Suisse de la montagne - Sierre-Loye - 2e du Grand Prix de Mendrisio - 4e du Grand Prix des Nations - 5e du Tour de Romandie - 7e du Tour de Lombardie - 8e de Liège-Bastogne-Liège - 9e du Tour de Suisse - 1983 - Tour du Sud-Est : - Classement général - 3eb étape (contre-la-montre) - 2e étape du Tour du Limousin - 2e du Grand Prix de Cannes - 2e de Paris-Nice - 2e du Critérium international - 3e du Tour de Suisse - 7e du Grand Prix des Nations | - 1984 - 6e étape du Tour de Romandie (contre-la-montre) - Martigny-Mauvoisin - 2e du Tour de Romandie - 3e de Grabs-Voralp - 10e du Grand Prix des Nations - 1985 - 2e de Sierre-Loye - 3e du Tour du Kaistenberg - 6e du Tour de Romandie - 10e de Paris-Nice - 1986 - 3e du championnat de Suisse sur route - 3e du Tour de Leimental - 5e du Tour de Romandie |  |

## Résultats sur les grands tours

### Tour de France
3 participations
- 1982 : abandon (1re étape)
- 1983 : hors délais (14e étape)
- 1984 : 13e

### Tour d'Italie
1 participation
- 1986 : abandon (7e étape)